# Garegin Nžde
Garegin Nžde (arm. Գարեգին Նժդեհ) - Garegin Ter-Arutjunjan (1886. – 1955.) armenski je vojskovođa, državnik i publicist.

## Mladost i početak borbe
Rodio se je u svećeničkoj obitelji 1. siječnja 1886. god. u selu Kznut Nahičevanskoga kotara Ruskoga imperija. Osnovnu rusku školu svršio je u Nahičevanu, a gimnaziju u Tiflisu. Upisao se je na Pravni fakultet Sanktpeterburgskoga sveučilišta. Nakon dvije godine izobrazbe, unatoč izvrsnim uspjesima, ostavlja Sveučlište u Sankt Peterburgu te se posvećuje služenju idealima nacionalno-oslobodilačkoga pokreta. Godine 1904. stupa u redove Armenske revolucionarne federacije Dašnakcutjun, koja se je borila protiv turskih okupatora. U Salmasu (Iran) studira na vojnom učilištu, a poslije svršuje časničku školu Dmitrija Nikolova u Sofiji dobivši čin podporučnika bugarske vojske. U organizaciji Dašnakcutjun prima stranački pseudonim Nžde, što armenski znači – skitnica. Sudjeluje u Iranskoj revoluciji (1905. – 1911.) i Prvom balkanskom ratu (1914. – 1918.) protiv Turske. Odlikovan je medaljama i ordenima uključujući nagrade Bugarske i Grčke

## Prva Republika
Godine 1918. – 1921. u Zakavkazju se bori za samostalnu Armeniju protiv turskih, azerbajdžanskih postrojba te Crvene armije. Glavni je cilj bio uspostava armenske države na njezinom povijesnom i etničkom području. 25.prosinca 1925.god., na kongresu koji se je održao u Tatevskom samostanu na oslobođenim područjima Zangezura (Sjunika) proglašuje Autonomnu Sjuniksku republiku. Stječe stari armenski naslov – sparapet (vrhovnik). Poslije, 27.travnja 1921. god. sudjeluje u utemeljivanju Republike Gorska Armenija – Republika Armenija. Garegin Ter-Arutjunjan postaje prvi predsjednik vlade (što je poslije prepustio Simonu Vracjanu), vojni ministar te ministar vanjskih poslova, zatim – vojni ministar. 

## Iseljeništvo
Nakon pada Republike Armenije Garegin Nžde se iselio zajedno s dašnacima (dašnaci – dobrovoljci u postrojbama dašnacke vojnice, članovi stranke Dašnakacutjun) u Bugarsku, gdje steče bugarsko državljanstvo. Ljeti 1933.god. odlazi u SAD. U SAD-u je počeo formirati mladežnu organizaciju Dašnakacutjun (Federacija armenske mladeži). Godine 1937. prekinuo je odnose s Dašnakacutjunom i preselio se je u Njemačku, gdje se pridružio nacističkom pokretu dobivši čin generala. Zajedno s Drastamatom Kananjanom (nadimak – Dro) formiraju od pretežno aremenskih ratnih zarobljenika postrojbe za “oslobođenje Kavkaza od sovjetskoga gospodstva“. 

## Uhićenje i smrt
Godine 1944. uhićen je u Sofiji od sovjetske protuobavještajne organizacije Smerš i prebačen je u Moskvu. 24. travnja 1948. god. osuđen je na 25 godina zatvora. Umro je 21. prosinca 1955. god. u zatvoru grada Vladimir. Jezikoslovac Vardan Arakeljan 1983. god. premješta posmrtne ostatke G.Ter-Arutjunjana u Armeniju. Pokopan je u podnožju planine Hustup u Sjuniku (Kapan). Dio se praha također čuva u samostanu Spitakavor. U čast Garegina Ter-Arutjunjana nazvani su trg i metropostaja u glavnom gradu Armenije Erevanu.

## Djela
- Borba djece protiv otaca (1927.);
- Sedam zavjeta mojim suborcima;
- Vlastiti životopis;
- Etnovjera;
- Narod koji ispovijeda hrabrost-arijanstva;
- Moj kredo;
- Otvorena pisma armenskim intelektualcima.[1]

## Domoljubne izreke
- Domovina je ljubav i štovanje uspomene na naše pretke, naše vjere koja je srce naroda, materinskoga jezika koji je kvas domoljublja, stare naše književne i umjetničke baštine koja je duša i misao naroda, povijest nastojanja da se učvrsti duh naroda i mijenjaju naraštaji, krv i znoj koji su proliveni na materinskoj zemlji, mač Tigrana Ašharakla, ruševine Anija te trokrilni luk Gajka, naši pooganski bozi i hramovi te nepokolebljiva vjera u veliku nadu. Dodaj čitatelju, složi sve ovo i dobit ćeš duhovnu domovinu.
- Najsveto je djelo duha – domovina.
- Nikada i nigdje bez duhovne domovine.
- Domovina živi domoljubljem i umire zbog njegove odsutnosti. Naš je narod bez domoljublja isto što je tijelo bez duše.
- Domovinu treba ljubiti neovisno o političkom režimu te našim političkim uvjerivanjima.
- Samo narodi koji su podobni za duševne potrese imaju snage za obnavljanje. Duševno su bolesni narodi koji su nezadovoljni svojom domovinom.
- Odgoj branitelja domovine je osnova našega spasenja.
- Nenaučnost (neznanje), sebičnost te izdajstvo – eto tri nepomirljiva suprotivnika domoljublja.
- Materinska zemlja jednoga naroda ne može postati vječna domovina drugoga.
- Za narod koji je ostao bez domovine najveći je i sveti cilj – preporod domovine.
- Zemlja, to je zemljopisni oklop domovine. Domovina je duh naroda koji obrađuje ovu zemlju, njegovu kulturu.
- Pogini tako da i tvoja smrt služi domovini – tako razumijevam domoljublje.
- Jedan za drugim idu domoljublje i čovjekoljublje. Samo nacionalist može ljubiti i čovječanstvo.
- Narod – to je sadašnjost, rod – jučer, danas i sutra.
- Ubiti povijest naroda, podložiti duhovnu domovinu naroda – nadilazi ljudsku snagu.
- Nema većega oskvrnuća negoli zlohotno iskrivljivanje povijesti vlastitoga naroda.
- Nacije su najviše stradale i stradat će zbog svojih rulja.
- Ako kultura nije nacionalna – nije kultura, ako nacija nije kulturna – to nije nacija.
- Nacionalna literatura to je naše duhovno more kamo se slijevaju rijeke rodovske duše.
- U sve vremena Armenci i kršćanstvo činili su jednu cjelinu. Njihova je sudbina slična.
- Pobjeđuje uvijek onaj, tko je već pobijedio sebe, tj. pobijedio je u sebi strah smrti.
- Osoba je ćudoredno neznatna kada joj nedostaje ćućenje narodnoga ponosa.
- Trpljenja u ime pravednosti približuju čovjeka k Bogu.
- U svojoj riječi čovjek očituje sadržaj svoje duše.
- Sudbinu naroda ištite u dlanovima matere.[2]